# 風男塾 15th Anniversary Best
「風男塾 15th Anniversary Best」（ふだんじゅく フィフティーンス アニバーサリー ベスト）は、2022年9月21日に発売された風男塾のデビュー15周年を記念したベストアルバム。

## 概要
デビューシングル「男坂」から最新曲「Hello Hello」までのシングル31曲＋ファンに新録して欲しいリクエストを募り人気の高い、「七色の鳥（なないろのとり）」「七常の風器（ちじょうのぶき）」「My Home Town」を現メンバーの柚希関汰、英城凛空、葉崎アラン、天堂太陽、胡桃沢鼓太郎、凰紫丈源、赤星良宗の7人で再録。
- 「15周年PR大使」に卒業メンバーである、愛刃健水、青明寺浦正、赤園虎次郎、武器屋桃太郎、瀬斗光黄が就任。
- 「七色の鳥（なないろのとり）」はその15周年PR大使5人と現メンバー7人によるREMIX Ver.。
- 「My Home Town」は47都道府県＋ソウルを収録。
- 初回限定盤は、ミュージックビデオを収録したDVD（2枚組）と24Pスペシャルブックレット付き。
- FC会員購入者限定（期間限定）でで15周年PR大使5人と現メンバー7人で対談を収録したMカード付き。

## 収録曲
テイチクレコード公式サイト内の紹介ページによる。
CD収録曲は初回限定盤と通常版で同じ。
Disc1
1. 男坂
  - 作詞・作曲：ジャジィはなわ / 編曲：成田忍

2. 俺の空
  - 作詞・作曲：ジャジィはなわ / 編曲：成田忍

3. 勝つんだ！
  - 作詞・作曲：はなわ / 編曲：成田忍

4. 無敵！夏休み
  - 作詞・作曲：はなわ / 編曲：成田忍

5. 同じ時代に生まれた若者たち
  - 作詞・作曲：はなわ / 編曲：成田忍

6. Love Spider
  - 作詞：はなわ / 作曲：Angus Costanza・大智 / 編曲：成田忍

7. 風一揆
  - 作詞：はなわ / 作曲：Stephan Elfgren・David Elfgren / 編曲：成田忍

8. 雨ときどき晴れのち虹
  - 作詞：はなわ / 作曲：磯崎健史 / 編曲：成田忍

9. 人生わははっ！
  - 作詞：はなわ / 作曲：はなわ・ヒロイズム / 編曲：成田忍

10. 下を向いて帰ろう
  - 作詞・作曲：はなわ / 編曲：成田忍

11. RIKISHI-MAN
  - 作詞：HANAWA / 作曲：Jussi Nikula・Hank Solo・Tom Aeio / 編曲：成田忍

12. 男装レボリューション
  - 作詞：はなわ / 作曲：Anders Wigelius・Erik Wigelius / 編曲：成田忍

13. チェンメン天国
  - 作詞：はなわ / 作曲：はなわ・大智 / 編曲：成田忍

14. BE HERO
  - 作詞：はなわ / 作曲：はなわ・大智 / 編曲：成田忍・大智

15. 瞬間到来フューチャー
  - 作詞：Kanata Okajima・HIKARI / 作曲：HIKARI・Stephan Elfgren・Kanata Okajima / 編曲：Shinobu Narita

16. もしも　これが恋なら
  - 作詞：FLaF / 作曲：Albi Albertsson・Daichi / 編曲：Shinobu Narita

Disc2
1. 友達と呼べる君へ
  - 作詞：はなわ / 作曲：youwhich・L-m-T / 編曲：原田峻輔

2. NOIR〜ノワール〜
  - 作詞：織田あすか（Elements Garden） / 作曲・編曲：藤田淳平（Elements Garden）・末益涼太（Elements Garden）

3. 証－soul mate－
  - 作詞：織田あすか（Elements Garden） / 作曲：藤田淳平（Elements Garden）・末益涼太（Elements Garden） / 編曲：末益涼太（Elements Garden）

4. 新たなる幕開けのための幕開けによる狂詩曲〜キミがいればオレたちも笑顔∞〜
  - 作詞：織田あすか（Elements Garden） / 作曲：藤田淳平（Elements Garden）・末益涼太（Elements Garden） / 編曲：末益涼太（Elements Garden）

5. 君色々移り
  - 作詞・作曲：まふまふ / 編曲：三矢禅晃

6. ツバメ
  - 作詞・作曲：はなわ / 編曲：成田忍

7. Dash&Daaash!!
  - 作詞・作曲・編曲：Q-MHz

8. sunny
  - 作詞：はなわ / 作曲：樋口太陽 / 編曲：樋口太陽・新井瑞季

9. ミュージック
  - 作詞・作曲・編曲：Peach

10. 笑う門に明日は来る
  - 作詞・作曲・編曲：Peach

11. 会いたい、会いたい
  - 作詞・作曲：SHIROSE from WHITE JAM / 編曲：SHIROSE from WHITE JAM・Dazsta

12. LIKE A RAINBOW
  - 作詞：小倉しんこう / 作曲：田仲圭太 / 編曲：成田忍

13. 生きることは尊いに決まってんだろ
  - 作詞・作曲・編曲：ヒダカトオル

14. BLESS
  - 作詞：小倉しんこう / 作曲：長谷川大介 / 編曲：成田忍

15. Hello Hello
  - 作詞・作曲・編曲：Peach

Disc3
1. my home town 北海道・東北編
2. my home town 関東編
3. my home town 中部編
4. my home town 近畿編
5. my home town 中国・四国編
6. my home town 九州・ソウル編
  - 作詞：はなわ・成田忍 / 作曲：はなわ / 編曲：成田忍

7. 七常の風器（2022）
  - 作詞：はなわ / 作曲：はなわ・大智 / 編曲：成田忍

8. 七色の鳥（2022）
  - 作詞・作曲：はなわ / 編曲：成田忍

## DVD
初回限定盤のみ。
ミュージックビデオを収録。
Disc1
1. 男坂
2. 俺の空
3. 勝つんだ！
4. 無敵！夏休み
5. 同じ時代に生まれた若者たち
6. Love Spider
7. 風一揆
8. 雨ときどき晴れのち虹
9. 人生わははっ！
10. 下を向いて帰ろう
11. 男装レボリューション
12. チェンメン天国
13. BE HERO
14. 瞬間到来フューチャー
15. もしも　これが恋なら

Disc2
1. 友達と呼べる君へ
2. NOIR〜ノワール〜
3. 証－soul mate－
4. 新たなる幕開けのための幕開けによる狂詩曲〜キミがいればオレたちも笑顔∞〜
5. 君色々移り
6. ツバメ
7. Dash&Daaash!!
8. sunny
9. ミュージック
10. 笑う門に明日は来る
11. 会いたい、会いたい
12. LIKE A RAINBOW
13. 生きることは尊いに決まってんだろ
14. BLESS
15. Hello Hello